# Moucherolle à gorge blanche
Empidonax albigularis
Ne doit pas être confondu avec Moucherolle à ventre blanc, Moucherolle à tête blanche, Moucherolle à bavette blanche, Moucherolle à gorge rayée ou Pioui à gorge blanche.
Espèce
Statut de conservation UICN

 LC  : Préoccupation mineure
La Moucherolle à gorge blanche (Empidonax albigularis) est une espèce de passereaux de la famille des Tyrannidae.

## Description
La moucherolle à gorge blanche a le dessus brun-olive avec la calotte plus terne et plus sombre. La plage auriculaire et les côtés de la nuque sont similaires à la calotte mais en plus pâle s'effaçant progressivement sous le blanc terne du menton et de la gorge. Les lores sont blanchâtres teintés d'un brun grisâtre sombre près de l'angle antérieur de l'œil. La poitrine est olive-brunâtre pâle plus sombre latéralement devenant plus pâle sur les flancs, le reste du dessous allant du jaune pâle à jaunâtre, l'abdomen approchant du blanchâtre passant au brunâtre dans la région du croupion, les sous-caudales et la partie postérieure des flancs. La queue est brun grisâtre profond, les bandes extérieures des rectrices passant à l'olive-brun clair sur les bords, les ailes sont de couleur brun plus foncé, les plumes des moyenne et grande couvertures basculant du brun clair au brun foncé formant 2 bandes visibles. Les rémiges secondaires sont bordées de gris pâle. Le dessous des ailes est brunâtre passant à la cannelle sur les bords. Le bec et les pattes sont brun foncé.

## Répartition et sous-espèces
Selon la classification de référence du Congrès ornithologique international (15.1, 2025) i se répartit en trois sous-espèces (ordre phylogénique) :
- Empidonax albigularis timidus Nelson, 1900 — sierra Madre occidentale[3] (migratrice) ;
- Empidonax albigularis albigularis Sclater & Salvin, 1859 — haut-plateaux du sud/est du Mexique et d'Amérique centrale (migratrice) ;
- Empidonax albigularis australis Millet & Griscom, 1925 — Nicaragua et ouest du Panama.

## Habitat
Cette espèce fréquente les haies et les arbustes près d'un cours d'eau. Elle passe l'hiver dans les marais aux bords broussailleux, peuplés de joncs et de roseaux.

## Nidification
Son nid volumineux, composé de mousse, est installé à l'intérieur d'une vieille souche d'arbre ou d'une bûche. Elle y pond des œufs chamois pâle avec des tâches rousses ou cannelles.